# Milton Cardona
Milton Cardona (Mayagüez, 21 november 1944 – The Bronx, 19 september 2014) was een uit Puerto Rico afkomstige Amerikaanse muzikant (zang, percussie); hij was actief in de genres salsa en latin jazz.

## Biografie
Cardona, die op 5-jarige leeftijd naar Noord-Amerika kwam, leerde als kind eerst viool spelen, na zeven jaar schakelde hij over op bas. In de jaren 1960 concentreerde hij zich op percussie en zang, aanvankelijk als straatmuzikant in New York. Daarna maakte hij veertig jaar deel uit van de band van Willie Colón. Tussen 1974 en 1987 was hij ook lid van de band van Héctor Lavoe, de voormalige zanger van Colón. Hij speelde ook met musici als Tito Puente, Herbie Hancock, David Byrne, Eddie Palmieri, Hilton Ruiz, David Sánchez, Celia Cruz, Michael Brecker, Ronnie Cuber, Paquito D'Rivera, Tom Harrell, J.J. Johnson, Jonny King (The Meltdown, 1997), de Mingus Big Band, Herbie Mann, later ook met Don Byron, Grace Jones, Paul Simon, Rabih Abou-Khalil en Roberta Flack. Hij gaf concerten in Europa met Reinhard Flatischler's Mega Drums en in verschillende ensembles van Kip Hanrahan. Hij maakte deel uit van de Fort Apache Band van Jerry Gonzalez en toerde in 2001 met Dave Samuels. In totaal was hij betrokken bij de opname van meer dan 700 albums. Cardona was een Lucumi-priester van het New Yorkse Santería-circuit en werd beschouwd als de autoriteit op het gebied van hun gezangen en ritmes, waarin de Batá-drums een centrale rol spelen. Zijn eerste album Bembe, geproduceerd door Kip Hanrahan, bevat delen van een authentieke Orisha-ceremonie.

## Overlijden
Milton Cardona overleed in september 2014 op 69-jarige leeftijd aan hartfalen.

## Beknopte discografie
- 1969: Cosa Nuestra
- 1985: Bembé
- 1989: Rei Momo
- 1990: Tenderness (1990)
- 1997: Songs from The Capeman
- 1999: Cambucha
- 2007: Beautiful Scars

Met Rabih Abou-Khalil
- 1992: Blue Camel (Enja)
- 1994: The Sultan's Picnic (Enja)

Met Uri Caine
- 2000: The Goldberg Variations (Winter & Winter)